# Matal (Sängersklavin)
Matal (arabisch مثل, DMG Maṯal, geb. im 9. Jahrhundert; gest. im 9./10. Jahrhundert) war eine Sängersklavin im Abbasiden-Kalifat im Besitz von Ibrahim ibn al-Mudabbir. Ihre Biographie findet sich in mehreren Lexika der klassisch-arabischen Literatur.

## Leben
Matal (dt. Beispiel) war eine Sängersklavin in Besitz von Ibrahim ibn al-Mudabbir (voller Name: Abu Ishaq Ibrahim ibn Muhammad ibn Abdallah, gest. um 892), ihr Herr war ein hoher abbasidischer Beamter und zeitweise Wesir des Abbasiden-Kalifen al-Mutamid (reg. 870–892). Matal soll eine Städterin gewesen sein und wurde von Ibrahim ibn al-Mudabbir als Sängersklavin gekauft, als dieser bereits in höherem Alter war. Als er die Nacht mit ihr verbringen wollte, litt er unter Erektionsstörungen, woraufhin die schlagfertige Sklavin Verse dichtete, die sich über sein zu-spät-Kommen lustig machten. Beschämt und wütend verkaufte er Matal daraufhin wieder.

## Rezeption
In der klassisch-arabischen Literatur findet Matal unter anderem Erwähnung im Lexikon Kitab al-'Ima al-Schawa'ir von Abū l-Faradsch al-Isfahānī (897–967) und in Ibn Fadlallah al-Umaris (1301–1349) Hauptwerk, dem Lexikon Masālik al-abṣār fī mamālik al-amṣār in seinem Kapitel über bekannte Sängersklavinnen.

### Arabische Primärquellen
- Ibn Fadlallah al-Umari (1301–1349): Masālik al-abṣār fī mamālik al-amṣār. Ins Deutsche übersetzt von Yasemin Gökpinar: Der ṭarab der Sängersklavinnen: Masālik al-abṣār fī mamālik al-amṣār von Ibn Faḍlallāh al-ʿUmarī (gest. 749/1349): Textkritische Edition des 10. Kapitels Ahl ʿilm al-mūsīqī mit kommentierter Übersetzung, Ergon Verlag, Baden-Baden 2021.

### Sekundärliteratur
- Yasemin Gökpinar: Der ṭarab der Sängersklavinnen: Masālik al-abṣār fī mamālik al-amṣār von Ibn Faḍlallāh al-ʿUmarī (gest. 749/1349): Textkritische Edition des 10. Kapitels Ahl ʿilm al-mūsīqī mit kommentierter Übersetzung, Ergon Verlag, Baden-Baden 2021.